# ایستگاه آبرسانی بوشکان
ایستگاه آبرسانی بوشکان یک منطقهٔ مسکونی در ایران است که در دهستان دریس واقع شده‌است. ایستگاه آبرسانی بوشکان ۳۳ نفر جمعیت دارد.